# Thelma Kent
Pour les articles homonymes, voir Kent (homonymie).
Thelma Rene Kent (1899-1946) est une photographe néo-zélandaise.

## Biographie
Thelma Kent est née à Christchurch, en Nouvelle-Zélande, le 21 octobre 1899. Elle a fréquenté le Christchurch Technical College (en).
Kent a reçu pour la première fois un appareil photo en 1914, avec lequel elle a remporté un concours photographique organisé par un journal. Elle utilisa l'argent du prix pour acheter un meilleur appareil et devint déterminée à faire de la photographie son choix de carrière.
Kent a parcouru la Nouvelle-Zélande en voiture, à cheval et à pied pour trouver des sujets photographiques. Elle avait une affinité pour le paysage néo-zélandais, avec un intérêt particulier pour le haut pays de l'île du Sud. Vers 1937, Kent rencontre le légendaire Arawata Bill (William O'Leary). Elle a pris plusieurs photographies de lui, qui ont été régulièrement reproduites.
Ses photographies et articles ont été publiés dans l' Auckland Weekly News et le New Zealand Railways Magazine. Ses photos figuraient dans les photogrammes annuels britanniques de l'année 1939, notamment une photographie de fous de Bassan en vol, pour laquelle elle a été acclamée par la critique.
Kent s'intéressait beaucoup à l'histoire naturelle et à la science, en partie grâce au travail effectué pour le Cawthron Institute et le Canterbury Museum. Elle a emprunté un microscope au conservateur du musée de Canterbury, Robert Speight, et est devenue experte en microphotographie, c'est-à-dire en photographie de petits objets à l'aide d'un microscope.
Kent a réalisé de tels travaux pour l'hôpital de Christchurch et le Canterbury University College. Elle a également réalisé une série d'images montrant le cycle de vie du papillon monarque, a tenu une grande volière (y compris un kiwi pendant un certain temps) et a donné une série de conférences à la radio sur des sujets tels que "Photographier l'insolite".
Kent ne s'est jamais mariée et est décédée à l'âge de 46 ans à Christchurch le 23 juin 1946.

## Héritage
Sa collection de négatifs et de tirages est détenue par la bibliothèque Alexander Turnbull à Wellington.
En 2017, Kent a été sélectionnée comme l'une des « 150 femmes en 150 mots » de la Royal Society Te Apārangi, célébrant les contributions des femmes au savoir en Nouvelle-Zélande.